# Eleição para governador do Tennessee em 2006
A Eleições para Governador do Tennessee em 2006 ocorreu no dia 7 de novembro de 2006. Os candidatos foram o governador democrata do estado Phil Bredesen e o senador republicano Jim Bryson, Phil Bredesen derrotou Bryson e conseguiu um segundo mandato como governador.

## Candidatos

### Primárias Democratas
- Phil Bredesen-Governador incumbente[2]
- John Jay Hooker
- Tim Sevier
- Walt Ward

### Primárias Republicanas
- Jim Bryson[3]
- David M. Farmer
- Joe Kirkpatrick
- Mark Albertini
- Wayne Thomas Bailey
- Wayne Young
- Timothy Thomas

#### Resultados
| Partido | Partido   | Candidato       | Votos   | Votos (%) |
| ------- | --------- | --------------- | ------- | --------- |
|         | Democrata | Phil Bredesen   | 393 004 | 88,5%     |
|         | Democrata | John Jay Hooker | 31 933  | 7,19%     |
|         | Democrata | Tim Sevier      | 11 562  | 2,6%      |
|         | Democrata | Walt Ward       | 7 555   | 1,7%      |
| Totais  | Totais    | Totais          | 444 054 |           |

| Partido | Partido     | Candidato           | Votos   | Votos (%) |
| ------- | ----------- | ------------------- | ------- | --------- |
|         | Republicano | Jim Bryson          | 160 786 | 50,03%    |
|         | Republicano | David M. Farmer     | 50 900  | 15,84%    |
|         | Republicano | Joe Kirkpatrick     | 34 491  | 10,73%    |
|         | Republicano | Mark Albertini      | 29 184  | 9,08%     |
|         | Republicano | Wayne Thomas Bailey | 24 273  | 7,55%     |
|         | Republicano | Wayne Young         | 11 997  | 3,73%     |
|         | Republicano | Timothy Thomas      | 9 747   | 3,03%     |
| Totais  | Totais      | Totais              | 321 378 |           |

### Independentes
- Carl Two Feathers Whitaker
- George Banks
- Charles E. Smith
- Howard W. Switzer
- David Gatchell
- Marivuana Stout Leinoff

## Pesquisas eleitorais
| Data       | Instituto  | Bredesen | Bryson |
| ---------- | ---------- | -------- | ------ |
| 13/06/2006 | Zogby      | 58%      | 22%    |
| 07/09/2006 | Rasmussen  | 58%      | 31%    |
| 03/10/2006 | Rasmussen  | 63%      | 28%    |
| 10/10/2006 | Survey USA | 63%      | 32%    |
| 25/10/2006 | Survey USA | 66%      | 28%    |

## Resultado
| Partido | Partido     | Candidato     | Votos     | Votos (%) |
| ------- | ----------- | ------------- | --------- | --------- |
|         | DP          | Phil Bredesen | 1 247 491 | 68,6%     |
|         | GOP         | Jim Bryson    | 540 853   | 29,74%    |
|         | Indepedente | Outros        | 30 188    | 1,66%     |
| Totais  | Totais      | Totais        | 1 818 532 |           |